# Hydaticus vittatus
Hydaticus vittatus är en skalbaggsart som först beskrevs av Fabricius 1775.  Hydaticus vittatus ingår i släktet Hydaticus och familjen dykare.

## Underarter
Arten delas in i följande underarter:
- H. v. vittatus
- H. v. angustulus